# 3-Aminophénol
Le 3-aminophénol est un composé organique aromatique de formule C6H4(NH2)(OH). Il est constitué d'un noyau benzénique substitué par un groupe hydroxyle (phénol) et un groupe amine (aniline) aux positions 1 et 3. C'est donc l'un des trois isomères de l'aminophénol, le composé méta, les deux autres étant le 2-aminophénol (ortho) et le 4-aminophénol (para).

## Propriétés
Le composé est légèrement soluble dans l'eau, bien plus soluble dans l'éthanol, les éthers, les acides et les bases. Il se présente sous la forme d'un solide incolore virant au gris lorsqu'il est exposé à l'air.

## Préparation
Le 3-aminophénol peut être préparé par fusion caustique d'acide 3-aminobenzènesulfonique (c'est-à-dire en chauffant avec NaOH à 245 °C pendant 6 heures) ou bien à partir de résorcine par une réaction de substitution avec de l'hydroxyde d'ammonium.

## Utilisation
L'une des applications les plus pertinentes de la substance est la synthèse du 3-(diéthylamino)phénol, intermédiaire clé pour la préparation de plusieurs colorants fluorescents (par exemple, la rhodamine B). D'autres utilisations du composé comprennent la fabrication des colorants capillaires et des stabilisants pour les thermoplastiques contenant du chlore.
Enfin il peut servir à préparer des médicaments tels que l'acide 4-aminosalicylique, l'édrophone et la néostigmine, ainsi que des produits agrochimiques tels que le formétanate.